# Legalidade da ocupação israelense da Palestina
A legalidade da ocupação israelense da Palestina, que tem continuado desde 1967 e é a ocupação militar mais longa da história moderna, é um assunto que tem recebido menos atenção do que violações do direito internacional humanitário e do direito internacional dos direitos humanos que ocorreram durante a ocupação. Várias resoluções da Assembleia Geral das Nações Unidas têm descrito a ocupação contínua como ilegal. A orientação geral da bolsa de estudos de direito internacional respondendo a esta questão concluiu que, independentemente de se era inicialmente legal, a ocupação tem-se tornado ilegal durante o tempo. Razões citadas para a sua ilegalidade incluem uso de força para propósitos inadmissíveis como anexação, violação do direito palestiniano de autodeterminação, que a ocupação é em si um regime ilegal "de subjugação alienígena, domínio e exploração", ou alguma combinação destes fatores. Eyal Benvenisti sugeriu que a recusa por um ocupador de se envolver em boa fé com esforços para chegar a uma solução pacífica não devia só ser considerada ilegal mas como uma anexação definitiva. O académico de direito internacional Ralph Wilde afirma que "A maneira comum de entender a duração estendida da ocupação... é a violação prolongada do direito internacional". No entanto, Israel nega que está a ocupar a Palestina e mantém que a sua presença é legal.
A 20 de outubro de 2022, a Missão Permanente das Nações Unidas sobre o Conflito Israel-Palestina lançou um relatório à Assembleia Geral das Nações Unidas, apelando ao Conselho de Segurança que acabasse com a "ocupação permanente" por Israel e aos estados membros individuais da ONU que processassem oficiais israelitas. O relatório encontrou "motivos razoáveis" para concluir que a ocupação "é agora ilegal sob direito internacional devido à sua permanência" e as "políticas de anexação de-facto" de Israel. O primeiro ministro israelita Yair Lapir disse que o relatório é "tendencioso, falso, incitador e descaradamente desequilibrado" e tweetou que "Nem todas as críticas de Israel são anti-semitas, mas este relatório foi escrito por anti-semitas ... e é distintivamente um relatório anti-semita". O Tribunal Internacional de Justiça aceitou um pedido das Nações Unidas quanto às Consequências jurídicas decorrentes das políticas e práticas de Israel nos territórios palestinianos ocupados, incluindo Jerusalém Oriental. O tribunal estabeleceu 25 de julho de 2023 para apresentação de declarações escritas e 25 de outubro de 2023 para comentários escritos subsequentes das declarações.

## Antecedentes
A ocupação israelita da Palestina começou em 1967 e é a ocupação militar mais longa da história moderna. Desde o Plano de retirada unilateral de Israel em 2005, é a opinião prevalecente que Gaza ainda está sob ocupação segundo direito internacional; a Ocupação israelense da Cisjordânia é uma ocupação em andamento. Israel argumentou que o seu governo na Palestina não é ocupação, mas também porque nem as Regulações de Hague nem a Convenção de Genebra limitam a duração da ocupação ou exigem que o ocupador restaure os territórios ao soberano antes de um tratado de paz ser assinado, citando lei de ocupação tradicional como justificação para a legalidade das suas ações. Segundo várias interpretações, Israel tem supostamente anexado partes da Palestina, incluindo Jerusalém Oriental, mas tal anexação é ilegal sob lei internacional sob a proibição da aquisição de território pela força. O seu tratamento de outras áreas da Cisjordânia tem sido descrita como uma anexação de facto e "anexação crescente" mostrando uma intenção final de permanentemente dominar o território. O primeiro relatório da Missão Permanente das Nações Unidas sobre o Conflito Israel-Palestina foi lançado a 7 de junho de 2022, e diz que a causa raiz dos problemas está na "ocupação perpétua" sem intenção de a acabar e que Israel queria "controlo completo" sob a área ocupada. A 11 de novembro de 2022, a Quarto Comité da Assembleia Geral das Nações Unidas passou uma resolução 98 para 17 com 52 abstenções para pedir uma opinião ao Tribunal Internacional de Justiça em como "políticas e práticas israelitas afetam o status legal da ocupação, e quais são as consequências legais que surgem para todos os estados e as Nações Unidas deste status". A resolução, condenada por Israel, irá para um voto  final da assembleia antes do fim do ano.

## Uso de força
Segundo direito internacional, anexação não é um motivo aceitável para o uso de força, nem é legal adquirir território pelo uso de força. Uma ocupação mantida pelo propósito de engrandecimento territorial não é diferente de uma anexação explícita segundo direito internacional—ambas são ilegais. Israel portanto pode não anexar os territórios palestinianos, nem pode continuar a ocupação pelo desejo de incorporar estes territórios. Israel afirma que a ocupação é justificada como autodefesa, mas existe pouca análise legal da ocupação em relação a leis governando o uso de força. Para a ocupação ser legal, teria de haver um uso justificado e proporcional do uso de força quando ela começou e continuadamente de 1967 ao presente, em autodefesa da ameaça original ou uma ameaça comparável. A legalidade do uso de força em autodefesa contra atores de um não-estado é disputada. Muitos especialistas em direito internacional e estados duvidam que as ocupações prolongadas possam ser legais segundo direito internacional. Ocupação ilegal constitui um ato de agressão em direito internacional e pode ser um crime de agressão.
Alguns comentadores também propuseram que uma ocupação que é inicialmente legal se mantenha assim até um tratado de paz estar assinado. Um tratado de paz no entanto não é sinónimo com a falta de uma ameaça que justifique o uso de força em autodefesa, sem a qual agressão militar se torna ilegal. Segundo Wilde, "não é credível considerar a ocupação como um meio necessário e proporcional de assegurar a segurança de Israel" e dessa maneira, a continuação da ocupação "tem sido e é ilegal sob a lei de uso de força". Várias resoluções da Assembleia Geral das Nações Unidas têm condenado a ocupação israelita da Palestina como uma violação da lei internacional e da Carta das Nações Unidas.

## Autodeterminação
O direito palestiniano à autodeterminação é internacionalmente reconhecido. Independentemente se um estado palestiniano existe atualmente, a soberania nos territórios palestinianos ocupados pertence ao povo palestiniano. O académico de direito internacional Ralph Wilde afirma, "dado que o povo palestiniano não concorda que todo ou parte do território ocupado seja território israelita, o requerimento padrão da lei de autodeterminação é que eles sejam imediatamente libertados dos impedimentos para auto-governarem", incluindo um fim rápido da ocupação.

## Outros enquadramentos legais
A questão da legalidade da ocupação é largamente separada das violações do direito internacional humanitário e do direito internacional dos direitos humanos que ocorreram durante a ocupação. Também é separada do direito penal internacional incluindo a ocorrência de crimes de guerra e o argumento que as políticas de Israel constituem um crime de apartheid. Segundo Wilde, estas violações de jus in bello "apenas agravam a ilegalidade" da ocupação. Valentina Azarova escreve que violações sistemáticas do direito internacional humanitário e direitos humanos estão entrelaçadas com a questão da ocupação prolongada. Azarova também sugere que ocupações ilegalmente prolongadas também podem "ser tratadas como manifestações de práticas banidas coloniais de dominação estrangeira, subjugação política, e exploração económica". Uma declaração interpretativa publicada pelo Comité de Direitos Humanos das Nações Unidas decidiu que atos de agressão ocasionando perda de vida, violam inerentemente o direito à vida garantido pelo Pacto Internacional dos Direitos Civis e Políticos.
Lei de ocupação, como um ramo do direito internacional humanitário, regula a conduta de ocupação mas não aborda a questão de legalidade da ocupação em si. Num artigo de 2005, Orna Ben-Naftali, Aeyal Gross, e Keren Michaeli defendem que por a ocupação ter a intenção de ser temporária, uma ocupação prolongada iria inerentemente violar a lei de ocupação. Eles avaliam a ocupação israelita da Palestina como ilegal por esta razão e outras. Segundo Gross, uma ocupação prolongada também prejudica a regra que a soberania não possa derivar da ocupação.

## Avaliações globais
No Jornal Europeu de Direito Internacional, Ardi Imseis argumenta que "a ocupação de Israel tem-se tornado ilegal por estar em violação de três normas jus cogens de direito internacional: a proibição na aquisição de território por força, a obrigação de respeitar o direito de pessoas para a autodeterminação e a obrigação de abster-se de impor regimes de subjugação alienígena, domínio e exploração hostil à vida humana, incluindo discriminação racial".
Vito Todeschini argumenta que a natureza prolongada e indefinida da ocupação da Cisjordânia, incluindo Jerusalém Oriental, faz dela ilegal sob tanto jus ad bellum e direito internacional humanitário.
Em 2017, Michael Lynk, Relator Especial das Nações Unidas para os Territórios Palestinos Ocupados, disse que a ocupação israelita era ilegal. A sua sucessora, Francesca Albanese, disse que a ocupação passava uma "linha vermelha de legalidade" porque "segundo direito internacional, a ocupação deve ser temporária, justificada pela necessidade militar e no interesse do povo ocupado".

## Consequências
Segundo Azarova, "Desde que a presença de tais estados ocupadores em território ocupado apresenta uma ameaça à população civil indígena do território ocupado, a tarefa principal do direito internacional é eliminar tais situações ilegais pela restituição do território ocupado para o status quo ante bellum". Azarova tem encorajado os legisladores da União Europeia a cumprirem a obrigação legal de não-reconhecimento de violações do direito internacional-incluindo a anexação de facto por Israel da Cisjordânia-e para "repensar um modelo falhado de pacificação".
Imseis afirma que se a ocupação é um ato internacionalmente ilegal, um fim imediato do errado-na vez de esperar por um acordo negociado-seria a solução correta segundo o direito internacional sobre responsabilidade do estado. Conduzir negociações enquanto a ocupação ilegal é mantida, na sua opinião, "pode ser abusada pelo partido mais poderoso para consolidar as suas ações ilegais sob um manto de legitimidade fornecido pela ONU". Segundo o princípio de ex injuria jus non oritur, o violador do direito internacional não pode derivar de um benefício das suas violações.
Foco nos métodos de ocupação e direito internacional humanitário e dos direitos humanos tem sido criticado por ignorar a questão maior de se a ocupação em si é legal, ou até legitimar a ocupação em si. O foco global na ocupação tem sido criticado por Wilde e Hani Sayed como reforçando o paradigma da solução de dois-estados, e apagando questões políticas importantes como as consequências da expulsão e fuga da Palestina em 1948, refugiados palestinianos, o status dos residentes palestinianos em Israel, e outras questões relevantes aos conflito Israel-Palestina.

### Citações
1. 1 2  Geiss, Robin; Gill, Terry D.; Krieger, Heike; McCormack, Tim; Paulussen, Christophe, eds. (2019). Yearbook of International Humanitarian Law, Volume 20, 2017. Col: Yearbook of International Humanitarian Law 1st ed. 2019 ed. The Hague: T.M.C. Asser Press : Imprint: T.M.C. Asser Press
2. 1 2 3 4 5  Imseis, Ardi (2020). «Negotiating the Illegal: On the United Nations and the Illegal Occupation of Palestine, 1967–2020». European Journal of International Law. p. 1085. ISSN 0938-5428. doi:10.1093/ejil/chaa055. Consultado em 18 de maio de 2024
3. 1 2  Sayed, Hani (2014). «The Fictions of the Illegal Occupation in the West Bank and Gaza». Oregon Review of International Law: 80. Consultado em 18 de maio de 2024
4. 1 2  Ben-Naftali, Orna; Gross, Aeyal M.; Michaeli, Keren (2005). «Illegal Occupation: Framing the Occupied Palestinian Territory» (PDF). Berkeley Journal of International Law. pp. 551–552 [ligação inativa]
5. ↑  Imseis, Ardi (15 de dezembro de 2020). «Negotiating the Illegal: On the United Nations and the Illegal Occupation of Palestine, 1967–2020». European Journal of International Law (em inglês) (3): 1072–1073. ISSN 0938-5428. doi:10.1093/ejil/chaa055. Consultado em 18 de maio de 2024
6. ↑  Imseis, Ardi (15 de dezembro de 2020). «Negotiating the Illegal: On the United Nations and the Illegal Occupation of Palestine, 1967–2020». European Journal of International Law (em inglês) (3): 1073, 1085. ISSN 0938-5428. doi:10.1093/ejil/chaa055. Consultado em 18 de maio de 2024
7. 1 2  Benvenisti, Eyal (2012). The international law of occupation 2nd ed ed. Oxford: Oxford University Press. p. 233. OCLC 779639945
8. ↑  UCL. «UCL – University College London». UCL Faculty of Laws (em inglês). Consultado em 18 de maio de 2024
9. ↑  Wilde, Ralph (26 de fevereiro de 2021). «Using the Master's Tools to Dismantle the Master's House: International Law and Palestinian Liberation». The Palestine Yearbook of International Law Online (1): 43. doi:10.1163/22116141_022010_002. Consultado em 18 de maio de 2024
10. ↑  «Report of the Independent International Commission of Inquiry on the Occupied Palestinian Territory, including East Jerusalem, and Israel» (PDF). web.archive.org. Consultado em 18 de maio de 2024
11. ↑  «Commission of Inquiry finds that the Israeli occupation is unlawful under international law | OHCHR». web.archive.org. 8 de novembro de 2022. Consultado em 18 de maio de 2024
12. ↑  «UN report slams Israel's 'unlawful occupation,' demands prosecution of officials | The Times of Israel». web.archive.org. 21 de outubro de 2022. Consultado em 18 de maio de 2024
13. ↑  «Lapid: UN's CIO report is antisemitic and written by antisemites». The Jerusalem Post | JPost.com (em inglês). 21 de outubro de 2022. Consultado em 18 de maio de 2024
14. ↑  «INTERNATIONAL COURT OF JUSTICE». www.icj-cij.org. Consultado em 18 de maio de 2024
15. ↑  «ICJ sets dates for submission of statements on Israel's practices in the occupied Palestinian territories». web.archive.org. 9 de fevereiro de 2023. Consultado em 18 de maio de 2024
16. ↑  Wilde, Ralph (26 de fevereiro de 2021). «Using the Master's Tools to Dismantle the Master's House: International Law and Palestinian Liberation». The Palestine Yearbook of International Law Online (1): 13. ISSN 2211-6141. doi:10.1163/22116141_022010_002. Consultado em 18 de maio de 2024
17. ↑  «Military occupation of Palestine by Israel | Rulac». www.rulac.org. Consultado em 18 de maio de 2024
18. ↑  Ben-Naftali, Orna; Gross, Aeyal M.; Keren, Michaeli (2005). «Illegal Occupation: Framing the Occupied Palestinian Territory» (PDF). p. 610 [ligação inativa]
19. ↑  Dajani, Omar M. (2017). «Symposium on Revisiting Israel's Settlements Israel's Creeping Annexation» (PDF). web.archive.org. p. 51. Consultado em 18 de maio de 2024
20. ↑  Wilde, Ralph (26 de fevereiro de 2021). «Using the Master's Tools to Dismantle the Master's House: International Law and Palestinian Liberation». The Palestine Yearbook of International Law Online (1): 13, 23, 67, 71. doi:10.1163/22116141_022010_002. Consultado em 18 de maio de 2024
21. 1 2 3  Azarova, Valentina (2 de junho de 2017). «Israel's unlawfully prolonged occupation: consequences under an integrated legal framework». ECFR (em inglês). Consultado em 18 de maio de 2024
22. ↑  «ODS HOME PAGE» (PDF). web.archive.org. 7 de junho de 2022. Consultado em 18 de maio de 2024
23. ↑  Heaney, Christopher. «Commission of Inquiry on the OPT, Including East Jerusalem, and Israel, Issues First Report - Press Release». Question of Palestine (em inglês). Consultado em 18 de maio de 2024
24. ↑  Reuters (8 de junho de 2022). «UN-mandated rights inquiry rebukes Israel for seeking 'complete control'». CNN (em inglês). Consultado em 18 de maio de 2024
25. ↑  Press, The Associated; Samuels, Ben (7 de junho de 2022). «'Perpetual occupation' at root of Israeli-Palestinian violence, UN report says». Haaretz (em inglês). Consultado em 18 de maio de 2024
26. ↑  Keaten, Jamey (7 de junho de 2022). «Report: 'Perpetual' Israeli occupation at root of violence». The Washington Post. Consultado em 18 de maio de 2024 [ligação inativa]
27. ↑  «UN votes to take Israeli 'occupation' of 'Palestine' to Hague international court». The Jerusalem Post | JPost.com (em inglês). 11 de novembro de 2022. Consultado em 18 de maio de 2024
28. ↑  Agencies, The New Arab Staff & (11 de novembro de 2022). «Key UN committee seeks legal opinion on Israel's occupation». https://www.newarab.com/ (em inglês). Consultado em 18 de maio de 2024
29. ↑  Lis, Jonathan (12 de novembro de 2022). «Lapid: UN vote calling for int'l court opinion on Israeli occupation 'could lead to escalation'». Haaretz (em inglês). Consultado em 18 de maio de 2024
30. ↑  Wilde, Ralph (26 de fevereiro de 2021). «Using the Master's Tools to Dismantle the Master's House: International Law and Palestinian Liberation». The Palestine Yearbook of International Law Online (1): 21-23. ISSN 2211-6141. doi:10.1163/22116141_022010_002. Consultado em 18 de maio de 2024
31. ↑  Wilde, Ralph (26 de fevereiro de 2021). «Using the Master's Tools to Dismantle the Master's House: International Law and Palestinian Liberation». The Palestine Yearbook of International Law Online (1): 23. ISSN 2211-6141. doi:10.1163/22116141_022010_002. Consultado em 18 de maio de 2024. Consequentemente, a lei sobre o uso de força proíbe Israel de fundar uma alegação legalmente válida de soberania baseada no controlo exercido sobre os territórios. Além disso, isso proíbe Israel de conduzir a ocupação com base em fundar tal alegação. Mais simplesmente, uma asserção de anexação baseada na ocupação seria tanto ilegal (como um uso proibido de força) e sem efeito legal, no que toca a aquisição territorial
32. ↑  Wilde, Ralph (26 de fevereiro de 2021). «Using the Master's Tools to Dismantle the Master's House: International Law and Palestinian Liberation». The Palestine Yearbook of International Law Online (1): 24. ISSN 2211-6141. doi:10.1163/22116141_022010_002. Consultado em 18 de maio de 2024
33. ↑  Wilde, Ralph (26 de fevereiro de 2021). «Using the Master's Tools to Dismantle the Master's House: International Law and Palestinian Liberation». The Palestine Yearbook of International Law Online (1): 16, 25–26. ISSN 2211-6141. doi:10.1163/22116141_022010_002. Consultado em 18 de maio de 2024
34. ↑  Wilde, Ralph (26 de fevereiro de 2021). «Using the Master's Tools to Dismantle the Master's House: International Law and Palestinian Liberation». The Palestine Yearbook of International Law Online (1): 26, 31. ISSN 2211-6141. doi:10.1163/22116141_022010_002. Consultado em 18 de maio de 2024
35. 1 2  Azarova, Valentina (2017). Towards a Counter-Hegemonic Law of Occupation: On the Regulation of Predatory Interstate Acts in Contemporary International Law. [S.l.]: Yearbook of International Humanitarian Law. p. 136. ISBN 978-94-6265-264-4
36. ↑  Wilde, Ralph (26 de fevereiro de 2021). «Using the Master's Tools to Dismantle the Master's House: International Law and Palestinian Liberation». The Palestine Yearbook of International Law Online (1): 27–28. ISSN 2211-6141. doi:10.1163/22116141_022010_002. Consultado em 18 de maio de 2024
37. ↑  Wilde, Ralph (26 de fevereiro de 2021). «Using the Master's Tools to Dismantle the Master's House: International Law and Palestinian Liberation». The Palestine Yearbook of International Law Online (1): 29–30. ISSN 2211-6141. doi:10.1163/22116141_022010_002. Consultado em 18 de maio de 2024
38. 1 2  Wilde, Ralph (26 de fevereiro de 2021). «Using the Master's Tools to Dismantle the Master's House: International Law and Palestinian Liberation». The Palestine Yearbook of International Law Online (1): 26. ISSN 2211-6141. doi:10.1163/22116141_022010_002. Consultado em 18 de maio de 2024
39. ↑  Ronen, Yaël (2008). «Illegal Occupation and Its Consequences». Israel Law Review (em inglês) (1-2): 217-218. ISSN 0021-2237. doi:10.1017/S0021223700000224. Consultado em 18 de maio de 2024
40. ↑  Wilde, Ralph (26 de fevereiro de 2021). «Using the Master's Tools to Dismantle the Master's House: International Law and Palestinian Liberation». The Palestine Yearbook of International Law Online (1): 38. ISSN 2211-6141. doi:10.1163/22116141_022010_002. Consultado em 18 de maio de 2024
41. ↑  Wilde, Ralph (26 de fevereiro de 2021). «Using the Master's Tools to Dismantle the Master's House: International Law and Palestinian Liberation». The Palestine Yearbook of International Law Online (1): 39. ISSN 2211-6141. doi:10.1163/22116141_022010_002. Consultado em 18 de maio de 2024
42. ↑  Wilde, Ralph (26 de fevereiro de 2021). «Using the Master's Tools to Dismantle the Master's House: International Law and Palestinian Liberation». The Palestine Yearbook of International Law Online (1): 41. ISSN 2211-6141. doi:10.1163/22116141_022010_002. Consultado em 18 de maio de 2024
43. ↑  Wilde, Ralph (26 de fevereiro de 2021). «Using the Master's Tools to Dismantle the Master's House: International Law and Palestinian Liberation». The Palestine Yearbook of International Law Online (1): 32–33. ISSN 2211-6141. doi:10.1163/22116141_022010_002. Consultado em 18 de maio de 2024
44. ↑  Wilde, Ralph (26 de fevereiro de 2021). «Using the Master's Tools to Dismantle the Master's House: International Law and Palestinian Liberation». The Palestine Yearbook of International Law Online (1): 33–34. ISSN 2211-6141. doi:10.1163/22116141_022010_002. Consultado em 18 de maio de 2024
45. ↑  Azarova, Valentina. Towards a Counter-Hegemonic Law of Occupation: On the Regulation of Predatory Interstate Acts in Contemporary International Law. [S.l.]: Yearbook of International Humanitarian Law. p. 137. ISBN 978-94-6265-264-4
46. ↑  Azarova, Valentina. Towards a Counter-Hegemonic Law of Occupation: On the Regulation of Predatory Interstate Acts in Contemporary International Law. [S.l.]: Yearbook of International Humanitarian Law. p. 138. ISBN 978-94-6265-264-4
47. ↑  Dill, Janina (11 de fevereiro de 2019). «General Comment 36: A Missed Opportunity?». Just Security (em inglês). Consultado em 18 de maio de 2024
48. ↑  Wilde, Ralph (26 de fevereiro de 2021). «Using the Master's Tools to Dismantle the Master's House: International Law and Palestinian Liberation». The Palestine Yearbook of International Law Online (1): 70–71. ISSN 2211-6141. doi:10.1163/22116141_022010_002. Consultado em 18 de maio de 2024
49. ↑  Wilde, Ralph (26 de fevereiro de 2021). «Using the Master's Tools to Dismantle the Master's House: International Law and Palestinian Liberation». The Palestine Yearbook of International Law Online (1): 16, 28. ISSN 2211-6141. doi:10.1163/22116141_022010_002. Consultado em 18 de maio de 2024
50. ↑  Ben-Naftali, Orna; Gross, Aeyal M.; Michaeli, Keren. «Illegal Occupation: Framing the Occupied Palestinian Territory» (PDF). p. 554-555 [ligação inativa]
51. ↑  Wilde, Ralph (26 de fevereiro de 2021). «Using the Master's Tools to Dismantle the Master's House: International Law and Palestinian Liberation». The Palestine Yearbook of International Law Online (1): 16. ISSN 2211-6141. doi:10.1163/22116141_022010_002. Consultado em 18 de maio de 2024
52. ↑  Ben-Naftali, Orna; Gross, Aeyal M.; Michaeli, Keren. «Illegal Occupation: Framing the Occupied Palestinian Territory» (PDF). pp. 610–612 [ligação inativa]
53. ↑  Gross, Aeyal M. (2017). The writing on the wall: rethinking the international law of occupation. Cambridge, United Kingdom ; New York, NY: Cambridge University Press. pp. 3–4
54. ↑  Kiswanson, Nada; Power, Susan; Jāmiʻat Bīr Zayt, eds. (2023). Prolonged occupation and international law: Israel and Palestine. Col: International humanitarian law series. Leiden ; Boston: Brill Nijhoff
55. ↑  Albanese, Francesca (7 de abril de 2022). «Israel's occupation has crossed the 'red line of legality,' says new UN rapporteur - Al-Monitor: Independent, trusted coverage of the Middle East». www.al-monitor.com (em inglês). Consultado em 18 de maio de 2024
56. ↑  Imseis, Ardi (15 de dezembro de 2020). «Negotiating the Illegal: On the United Nations and the Illegal Occupation of Palestine, 1967–2020». European Journal of International Law (em inglês) (3): 1068. ISSN 0938-5428. doi:10.1093/ejil/chaa055. Consultado em 18 de maio de 2024
57. ↑  Azarova, Valentina (janeiro de 2018). «The secret life of non-recognition: EU-Israel relations and the obligation of non-recognition in international law». Global Affairs (em inglês) (1): 3. ISSN 2334-0460. doi:10.1080/23340460.2018.1507278. Consultado em 18 de maio de 2024
58. ↑  Imseis, Ardi (15 de dezembro de 2020). «Negotiating the Illegal: On the United Nations and the Illegal Occupation of Palestine, 1967–2020». European Journal of International Law (em inglês) (3): 1066. ISSN 0938-5428. doi:10.1093/ejil/chaa055. Consultado em 18 de maio de 2024
59. ↑  Gross, Aeyal M. (2017). The writing on the wall: rethinking the international law of occupation. Cambridge, United Kingdom ; New York, NY: Cambridge University Press. p. 16
60. ↑  Wilde, Ralph (26 de fevereiro de 2021). «Using the Master's Tools to Dismantle the Master's House: International Law and Palestinian Liberation». The Palestine Yearbook of International Law Online (1): 6–14. ISSN 2211-6141. doi:10.1163/22116141_022010_002. Consultado em 18 de maio de 2024
61. ↑  Sayed, Hani (2014). «The Fictions of the Illegal Occupation in the West Bank and Gaza». Oregon Review of International Law: 83-84. Consultado em 18 de maio de 2024